# Glena cosmeta
Glena cosmeta là một loài bướm đêm trong họ Geometridae.